# FC 우랄 예카테린부르크
FC 우랄 예카테린부르크(러시아어: ФК Урал)는 러시아 스베르들롭스크주 예카테린부르크를 연고로 하는 축구 클럽이다. 현재는 러시아 내셔널 풋볼 리그에 참가하고 있다.
이 클럽은 1930년에 창단되었으며 아방가르드(Avangard), 제니트(Zenit), 마시노스트로이텔(Mashinostroitel), 우랄마시(Uralmash) 등의 이름을 사용했다. 2003년부터 현재의 클럽 이름으로 변경되면서 오늘날에 이른다.

## 선수 명단

### 현역
참고: FIFA 자격 규정에 따라 소속된 국가대표팀 국기를 표시합니다. 선수는 복수의 FIFA 비회원국 국적을 가지고 있을 수 있습니다.
| 번호 | 포지션 | 국적     | 이름            |
| ---- | ------ | -------- | --------------- |
| 24   | DF     | 벨라루스 | 예고르 필리펜코 |

| 번호 | 포지션 | 국적 | 이름 |
| ---- | ------ | ---- | ---- |

## 역대 감독
| 감독            | 임기 |
| --------------- | ---- |
| 유리 마트베예프 | 2011 |